# Erica Boyer
Erica Boyer, pseudonimo di Amanda Margaret Gantt, coniugata Jensen (Andalusia, 22 dicembre 1956 – Panama City Beach, 31 dicembre 2009), è stata un'attrice pornografica statunitense, inserita nella AVN Hall of Fame e nella XRCO Hall of Fame.

## Biografia
Prima del suo debutto nell'industria pornografica, ha lavorato come spogliarellista a San Francisco. Ha girato oltre 390 scene, iniziando nel 1984 con Cowgirls in Chains.  Dopo 5 anni, inizia a girare scene con continuità a partire da Beyond De Sade. Nel 1994 ha concluso la sua carriera ed è stata inserita nella Hall of Fame degli AVN Awards e degli XRCO.
Il 31 dicembre 2009 è morta a seguito di un incidente stradale a Panama City Beach.

## Riconoscimenti
- AVN Awards
  - 1995 – Hall of Fame
- XRCO Award
  - 1985 – Lascivious Lesbian Scene per Body Girls con Robin Everett[7]
  - 1987 – Lascivious Lesbian Scene per Aerobics Girls Club con Sharon Mitchell[8]
  - 1987 – Best Kinky Scene per Loose Ends 2 con Bionca[9]
  - 1991 – Hall of Fame[10]